# Poseidon Basin
Das Poseidon Basin ist eine grob ovale, 1 km lange und 500 m breite Senke an der Ingrid-Christensen-Küste des ostantarktischen Prinzessin-Elisabeth-Lands. Sie liegt in den Vestfoldbergen, beherbergt einen bislang unbenannten See und ist von Kliffs umsäumt. Sie ist Teil eines besonders geschützten Gebiets in der Antarktis (ASPA #143).
Das Antarctic Names Committee of Australia benannte es nach Poseidon, dem Meeresgott aus der griechischen Mythologie.